# Datu Anggal Midtimbang
Datu Anggal Midtimbang est une localité de la province de Maguindanao, aux Philippines. En 2015, elle compte 25 016 habitants.